# Гарун Тазієв
Гарун Тазієв (11 травня 1914, Варшава — 2 лютого 1998, Париж) — французький вулканолог.

## Життєпис
Тазієв народився у Варшаві як другий син батька-татарина (лікаря) і матері-полячки (хіміка та політолога з докторським ступенем). Після ранньої загибелі його батька на фронті під час Першої світової війни він і його мати переїхали до Бельгії через Санкт-Петербург у 1921 році. З 1927 по 1929 рік він перебував у Франції, але повернувся до Бельгії і став бельгійським громадянином у 1936 році. Бувши студентом, він грав у футбол, регбі та був чемпіоном університету з боксу. Вивчав сільське господарство в Жамблу (закінчив у 1938) та геологію в Льєжі (закінчив у 1944). Під час Другої світової війни брав участь в Опорі. Потім він працював інженером на видобутку олова в Конго (Катанга), де почався його інтерес до вулканів. Як геолог у Геологічній службі Бельгійського Конго, він спостерігав виверження Кітуро в 1948 році. У 1957 році він став викладачем (Chargé de Cours) у Вільному університеті Брюсселя, де він заснував центр вулканології, а з 1958 року на тій самій посаді на Факультеті наук у Парижі, де він став директором лабораторії вулканології в Institut de physique de globe. Він розпочав всесвітні експедиції до вулканів. З 1972 року він був метрдотом, а потім директором де Recherche в CNRS.
Він був одним із перших, хто спостерігав підводні виверження (Азорські острови, 1957–1963 рр.) і відкрив лавове озеро в Ньїрагонго. Будучи раннім прихильником тектоніки плит, він використовував її для інтерпретації вулканізму в Афарському трикутнику  та Африканській рифтовій долині та вимірював віддалення африканського континенту в Афарі.
Він став відомим завдяки своїм фільмам про виверження вулканів, які він представив ширшій аудиторії з 1950-х років, наприклад, Les rendevous du diable (1960). У 1967 році Тазієва номінували на «Оскар» у категорії «Найкращий документальний фільм». Він також був з Жаком Кусто під час його перших експедицій на «Каліпсо» в 1951 році.
Він був громадянином Франції з 1971 року. З 1984 по 1986 рік він був державним секретарем Франції з питань готовності до стихійних лих під керівництвом Лорана Фабіуса та кілька разів урядовим радником у Франції. Був активним учасником екоруху у Франції. Тазієв публічно заперечував антропогенне глобальне потепління і стверджував, що діра в озоновому шарі виникла ще до виділення флуорвуглецевих сполук. Він також був дослідником печер.
З 1973 по 1976 рік французький уряд доручив йому нагляд за вулканами Монтань-Пеле та Суфріер. У 1976 році це призвело до бурхливих публічних дебатів з його начальником в Institute de physique du globe de Paris Клодом Аллегром і директором вулканологічної обсерваторії в Гваделупі Мішелем Фейяром щодо питання про те, чи слід евакуювати 70 000 мешканців схилів вулкана Суфріер у Гваделупі. Тазієв радив проти цього, не бачачи безпосередньої небезпеки від пірокластичних потоків, і мав рацію.
З 1988 по 1995 рік він був президентом Comité supérieur des risques volcaniques. У 2000 році астероїд 8446 Тазієв був названий на його честь. Те ж саме стосується і Тазієвих скель в Антарктиді.
Похований на Пассі (кладовище), Париж.

## Основні публікації
- Cratères en feu, Édition Arthaud, 1951 (Neuauflage Gallimard jeunesse 1973 und in 4. Auflage Arthaud 1978)
- Tore der Hölle. Vulkankunde, Rüschlikon-Zürich, Müller, um 1950
- L’Eau et le Feu, Édition Arthaud, 1954. Deutsche Ausgabe: Im Banne der Vulkane. Abenteuer eines Geologen im ostafrikanischen Graben, Brockhaus 1955
- Les rendez-vous du diable, Édition Hachette, 1959, 1961
- Geburt eines Vulkans – afrikanisches Abenteuer, Lux 1962
- Der Ätna und seine Nachbarn – Stromboli, Vulcano, Lipari, Lux 1960
- The Afar Triangle. In: Scientific American. Februar 1970
- Histoires de volcans, Le Livre de Poche, 1978.
- mit Clément Borgal und Norbert Casteret 15 aventures sous terre, Édition Gautier-Languereau, 970.
- L’Etna et les volcanologues, Édition Arthaud, 1973
- Vingt-cinq ans sur les volcans du globe, 2 Bände, Édition Nathan, 1974–1975.
- L’odeur du soufre: expédition en Afar, Édition Stock, 1975.
- Cordillères, séismes et volcans, Laffont, 1975
- Niragongo, ou le volcan interdit, Flammarion, 1975. Deutsche Ausgabe Niragongo, Rüschlikon-Zürich, Müller 1980
- Le gouffre de la Pierre Saint-Martin, Arthaud, 1952, Neuauflage 1976 Online bei Association de recherches spéléologiques internationales de la Pierre Saint-Martin, pdf
- Jouer avec le feu, Seuil 1976
- La Soufrière et autres volcans: la volcanologie en danger. Édition Flammarion 1979
- Ouvrez donc les yeux : conversations sur quelques points brûlants d’actualité (Gespräche mit Claude Mossé), Laffont 1980.
- mit Claude Villers Ça sent le soufre, Édition Nathan 1981.
- Les volcans et la dérive des continents, Presses universitaires de France, 1973, 1984, 1991, deutsche Ausgabe Vulkanismus und Kontinentwanderung, DVA 1974
- Sur l’Etna, Flammarion 1984, deutsche Ausgabe Der Ätna- der Berg, seine Gefahren, seine Zukunft, Busse-Seewald 1988
- Quand la terre tremble, 3. Auflage, Fayard 1986
- La prévision des séismes, Hachette, Collection questions de science, 1987
- Les volcans, Hachette littérature 1987
- mit Max Derruau Le volcanisme et sa prévention, Masson 1990
- mit Bernard Amy, Florence Trystram: Sur l’Etna, 3. Auflage, Flammarion, 1991
- Les défis et la chance: ma vie, Édition Stock - L. Pernoud, 2 Bände, 1991–1992 (Autobiographie, Band 1: De Pétrograd au Niragongo, Band 2: Le Vagabond des Volcans)
- La terre va-t-elle cesser de tourner ?: pollutions réelles, pollutions imaginaires, 2. Auflage, Édition Seghers, 1992.
- Erebus - Volcan Antarctique, Arthaud 1978 und Collection Babel, Terres d’aventures. Actes Sud. 1994
- Volcans, Édition Bordas, 1996.

## Фільми
- Les Rendez-vous du Diable, 1958/1959
- Les eaux souterraines 1961
- Lava – Abenteuer in vulkanischen Tiefen (Le Volcan interdit), 1966
- Afar ou la dérive des continents, 1975
- Niragongo 1976
- Erebus, volcan des glaces, 1977
- Etna, 1977
- Etna 89, 1991
- Fernsehserie Haroun Tazieff raconte sa terre, acht Folgen, 1984, Société nationale de télévision française
- Retour à Samarkand, 1991, Fernsehserie
- Le feu de la Terre, 1993

## Інтернет-ресурси
- Nachruf in der New York Times
- Гарун Тазієв на сайті IMDb (англ.)
- Centre Haroun Tazieff
- Publikationsverzeichnis und Filme
- Jacques Varet zu Tazieff, 2009, COFRHIGEO, Annales des Mines Webseite, französisch, pdf